# Kirk Ireton
Kirk Ireton – wieś w Anglii, w hrabstwie Derbyshire, w dystrykcie Derbyshire Dales. Leży 18 km na północny zachód od miasta Derby i 199 km na północny zachód od Londynu. Miejscowość liczy 470 mieszkańców.